# Homalanthus fastuosus
Homalanthus fastuosus là một loài thực vật có hoa trong họ Đại kích. Loài này được (Linden) Fern.-Vill. mô tả khoa học đầu tiên năm 1880.